# Will Irwin
William Henry Irwin (Oneida, 14 settembre 1873 – Greenwich Village, 24 febbraio 1948) è stato un giornalista e scrittore statunitense, collegato al giornalismo investigativo.

## Biografia

### Primi anni di vita
Irwin nacque nel 1873 a Oneida, New York. Nella sua prima infanzia, la famiglia Irwin si trasferì a Clayville, New York, un centro agricolo e minerario a sud di Utica. Intorno al 1878 suo padre si trasferì a Leadville, in Colorado, stabilendosi nel settore del legname e trasferendo la sua famiglia. Quando la sua attività fallì, il padre di Irwin trasferì la famiglia a Twin Lakes, in Colorado. Anche lì un'attività alberghiera fallì e la famiglia tornò a Leadville, in un bungalow al 125 West Twelfth Street. Nel 1889 la famiglia si trasferì a Denver, dove lui si diplomò al liceo. Disse che si era curato da solo da un attacco diagnosticato come tubercolosi "trattandolo alla meglio" per un anno come cowboy.

### Università

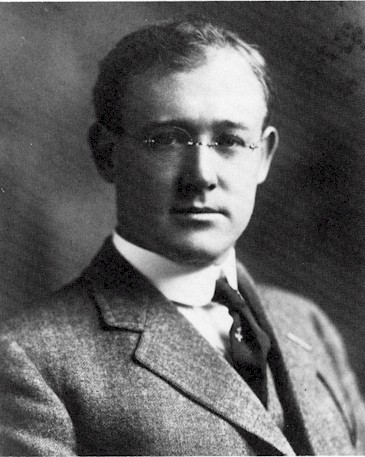
Will Irwin, foto pubblicata sul San Francisco Call il 9 dicembre 1910, pagina 6, per accompagnare l'articolo di Mary Ashe Miller, "Will Irwin intesse "La città che fu" in un potente romanzo".

Con un prestito del suo insegnante di scuola superiore, Irwin entrò all'Università di Stanford nel settembre 1894. Fu costretto a ritirarsi per motivi disciplinari ma fu riammesso e si laureò il 24 maggio 1899. Secondo gli storici del giornalismo Clifford Weigle e David Clark nel loro profilo biografico di Irwin:

### Il Chronicle e il Sun
Nel 1901 Irwin ottenne un lavoro come giornalista al San Francisco Chronicle, diventando infine redattore della domenica. Per il Bohemian Club di San Francisco, scrisse Grove Play The Hamadryads, A Masque of Apollo in One Act nel 1904. Lo stesso anno si trasferì a New York City per assumere il posto di giornalista al New York Sun, in quel momento nel suo periodo di massimo splendore sotto la direzione di Chester Lord e Selah M. Clark. Sempre nel 1904 Irwin fu coautore di un libro di racconti con Gelett Burgess, The Picaroons, McClure, Phillips & Co.
Irwin arrivò a New York lo stesso giorno di un grave disastro, l'affondamento del General Slocum. Come nuovo giornalista di The Sun, fu assegnato a lavorare all'obitorio del Bellevue Hospital Center, dove erano stati portati gli oltre 1.000 corpi delle vittime degli incendi e annegamenti.

### The City That Was

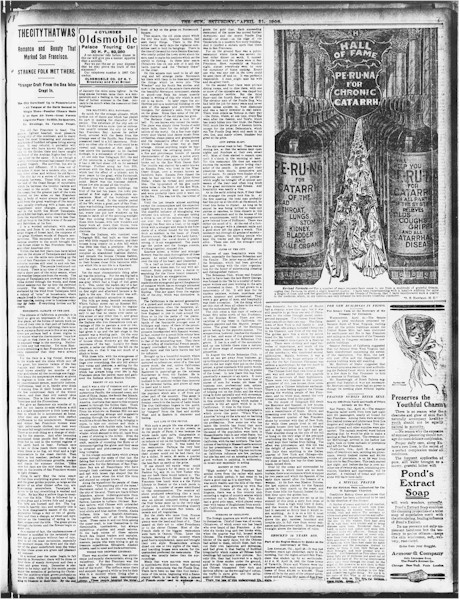
Prima puntata della serie di Irwin "The City That Was" come apparve su The Sun, a New York, sabato 21 aprile 1906, pagina 5

La città che fu, la più importante storia di Irwin e il capolavoro che lo rese uno scrittore professionista fu il suo reportage per corrispondenza per The Sun, a New York, del Terremoto di San Francisco del 18 aprile 1906.
Weigle e Clark descrissero le sue attività:

### McClure's e Collier's
Irwin fu assunto da Samuel Sidney McClure nel 1906 come caporedattore di McClure's. Salì fino alla posizione di redattore ma non gli piaceva il lavoro e passò a Collier's, a cura di Norman Hapgood. Ha scritto inchieste sul movimento per il proibizionismo e uno studio sul falso medium spirituale.
Tornato sulla costa del Pacifico nel 1906-1907, per fare ricerche su una storia sul razzismo antigiapponese, Irwin tornò a San Francisco e la trovò fiorente. Diversi anni dopo scrisse un articolo sulla rinascita della città intitolato The City That Is nel San Francisco Call, che concludeva che San Francisco era diventata "una città più grande, una città più comoda e poiché è anche una città più bella e più distintiva mi dichiaro completamente convertito. Questa città che era affari è ora roba vecchia."
La serie di Irwin sulla discriminazione anti-giapponese apparve su Collier's nel settembre-ottobre 1907 e su Pearson's nel 1909.

### "The American Newspaper"
Poi è arrivata la serie di riviste di Collier's, "The American Newspaper", una delle più famose analisi critiche del giornalismo americano. La serie fu studiata dal 23 settembre 1909 fino alla fine di giugno 1910 e pubblicata da gennaio a giugno 1911.

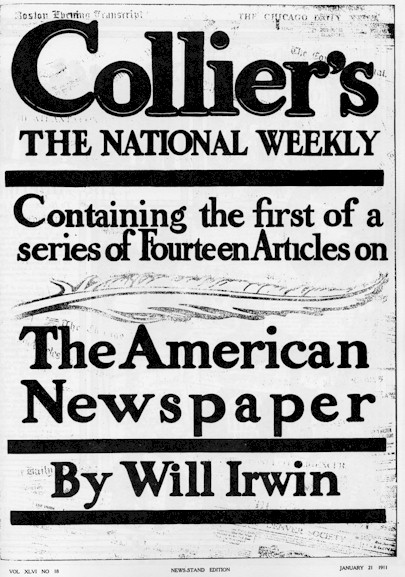
Collier, 21 gennaio 1911. Copertina della prima puntata della serie di Irwin "The American Newspaper".

### La prima guerra mondiale
Irwin continuò a scrivere articoli, alcuni in stile giornalismo investigativo, fino allo scoppio della prima guerra mondiale. Salpò per l'Europa nell'agosto 1914 come uno dei primi corrispondenti americani. Secondo gli storici dei media Edwin e Michael Emery:
Irwin fece anche parte del comitato esecutivo della Commissione per i soccorsi in Belgio o C.R.B. di Herbert Hoover nel 1914-1915 e fu capo del dipartimento estero del Committee on Public Information di George Creel nel 1918.

### Spiritismo scettico
Irwin era scettico riguardo alle affermazioni paranormali. Nel 1907-1908, per il Colliers Weekly, pubblicò quattro puntate di "The Medium Game: Behind the Scenes with Spiritualism" (Il Tranello dei Medium: dietro le quinte dello spiritismo), che trattavano le frodi e gli inganni associati allo spiritismo.
Il ricercatore psichico Hereward Carrington descrisse Irwin come un noto "smascheratore di medium fraudolenti".

### Libri e opere teatrali
Durante e dopo la guerra Irwin scrisse altri 17 libri, tra cui Christ or Mars?, un trattato contro la guerra (1923); una biografia di Herbert Hoover (1928); una storia della Paramount Pictures e del suo fondatore, Adolph Zukor, The House That Shadows Built (La casa costruita dalle ombre) (1928) e la sua autobiografia, The Making of a Reporter (1942). Ha anche scritto due commedie mentre continuava a scrivere sulle riviste.

### Vita privata
Irwin era sposato con l'autrice femminista Inez Haynes Irwin, che pubblicava sotto il nome di Inez Haynes Gillmore, autrice di Angel Island (1914) e The Californiacs (1916). Gli Irwin passarono l'estate a Scituate, nel Massachusetts, all'inizio del 1900. Will Irwin scrisse una storia nel 1914 per The American Magazine sulla vita estiva a Scituate.
William Henry Irwin morì nel 1948, all'età di 74 anni.